# Economía de California
La economía de California es la fuerza dominante en la economía de los Estados Unidos, con California pagando más al sistema federal de lo que recibe en beneficios monetarios directos.

## Regiones económicas
California es también el hogar de varias regiones económicas importantes, tales como Hollywood (entretenimiento), el Valle Central de California (agricultura), Tech Coast y Silicon Valley (computadoras y alta tecnología) y regiones productoras de vinos como el Valle de Napa, Valle de Sonoma y las áreas del Sur de California Santa Bárbara y Paso Robles.

## Sectores
En 2002, el gobierno de los EE. UU. aprobó un sistema actualizado de clasificación de actividades económicas (llamada Sistema de Clasificación Industrial de América del Norte, o NAICS), a fin de reflejar mejor la economía actual.
En términos de puestos de trabajo, los sectores más importantes en la economía de California a partir de 2006 fueron:
- Comercio, Transportes y Utilidades: Venta al por mayor y al por menor, importación y exportación empresas, almacenaje, etc
- Gobierno
- Servicios profesionales y de negocios: Gestión de Empresas y Empresa; jurídica, Servicios científicos y técnicos; servicios administrativos y de Apoyo
- Educación, salud y otros servicios
- Ocio y Hostelería: Turismo, Arte, Entretenimiento, Esparcimiento, Servicios de Alimentación
- Manufactura: Computadoras y Electrónica, Aeronáutica, ropa, petróleo, otros
- Servicios Financieros: Finanzas, seguros, bienes inmuebles
- Construcción
- Información: Producción de películas, Difusión, Publicaciones, Internet y las empresas de Telecomunicaciones

- La agricultura y la minería

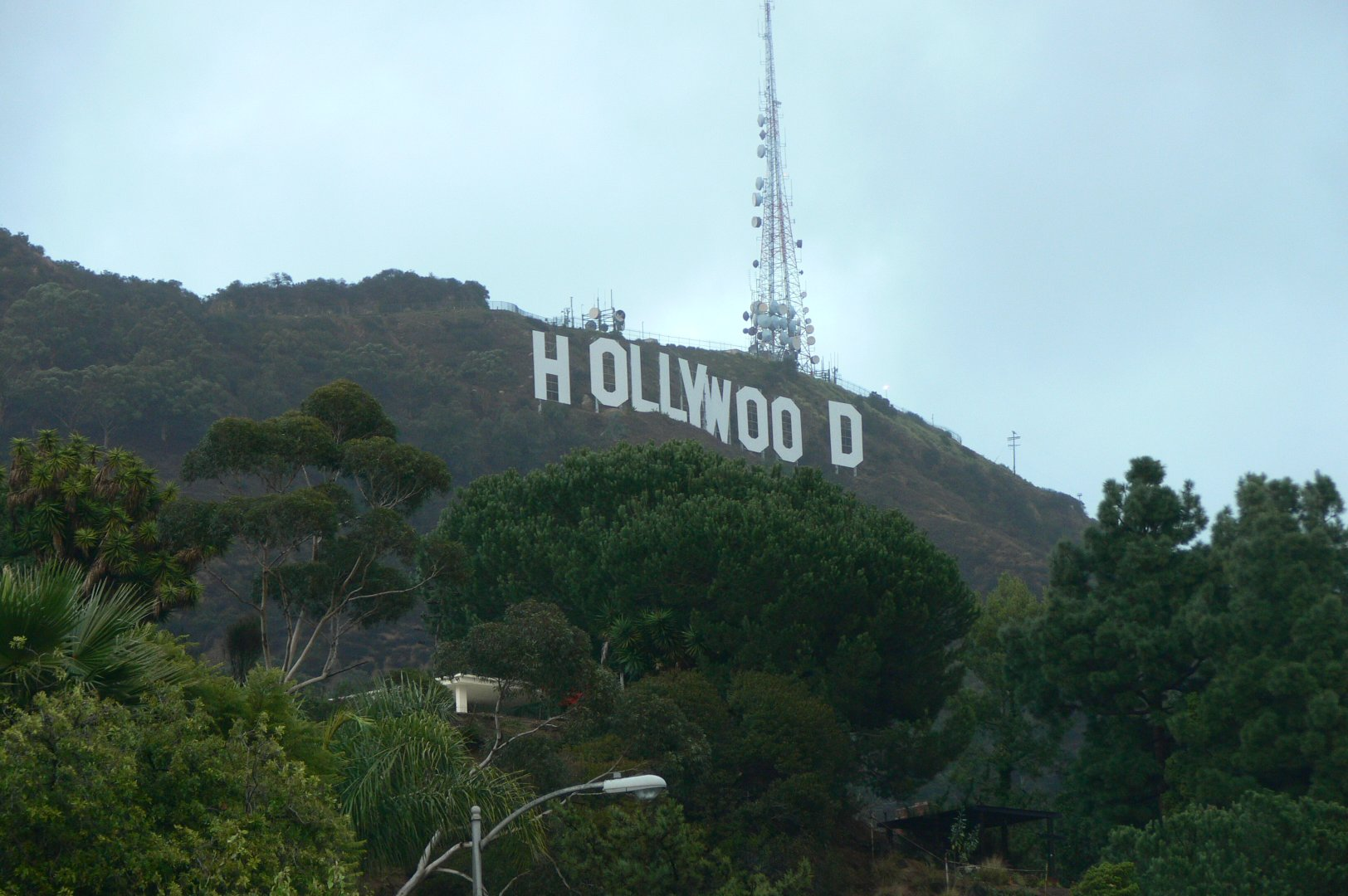
El letrero de Hollywood es el símbolo más conocido de la enorme industria del entretenimiento de California.

En términos de producción, los sectores más importantes son los siguientes: 
- Servicios Financieros
- Comercio, Transporte y Utilidades
- Educación, salud y otros servicios
- Gobierno
- Manufactura
- Profesionales y de Negocios de Servicios de
- Información
- Ocio y Hostelería
- Construcción
- La agricultura y la minería

California atrae de manera significativa ingresos del comercio internacional y el turismo. Las exportaciones de los productos fabricados en California alcanzaron en 2007 los US $134 mil millones. $48 mil millones de ese total fue de las computadoras y la electrónica, seguido del transporte, maquinaria no eléctrica, la agricultura y la químicas. El comercio y las exportaciones de California se traducen en altos empleos bien remunerados para más de un millón de californianos. De acuerdo con la Oficina de Análisis Económico del Departamento de Comercio de los EE. UU., en 2005, las compañías controladas por extranjeros dieron empleo a más de 542.600 trabajadores californianos, más que cualquier otro estado. Las principales fuentes de inversión extranjera en California en 2005 fueron Japón, el Reino Unido, Suiza, Francia y Alemania. En 2005 la inversión extranjera en California fue responsable del 4,2 por ciento del total de la industria privada de empleo del estado. El total de gastos directos de viajes en California alcanzó los $96,7 millones en 2007, un 3,6% más que el año anterior. El condado de Los Ángeles recibe la mayor cantidad de turismo en el estado.
La agricultura (incluidos los fruto, vegetales, lácteos, vino y la producción ilegal de cannabis) es una importante industria de California. En 2004 la agricultura trajo al estado unos $31,68 mil millones en ingresos, duplicando los ingresos de cualquier otro estado de la industria agrícola. De hecho, California es el quinto mayor proveedor de alimentos y productos agrícolas en el mundo. La agricultura representa solamente el 2% de los $ 1,55 billones del producto bruto estatal de California. 
El Petróleo ha desempeñado un papel importante en el desarrollo del estado y se han producido grandes explotaciones de petróleo en Bakersfield,  Long Beach,  Los Ángeles, y fuera de la costa de California. 
Históricamente, la economía de California ha sido controlada por las grandes corporaciones, como el Ferrocarril del Pacífico Sur, Standard Oil of California y la Pacific Gas and Electric Company.

## Producto interno bruto (PIB)
California es responsable del 13% del producto interno bruto (PIB) de los Estados Unidos. El PIB del estado es de aproximadamente de $ 1,7 billones (en 2006).
El PIB aumentó a una tasa anual del 3,1% en el primer trimestre de 2005.

### Producto bruto del estado de California
Según el Departamento de Hacienda de California el producto bruto estatal es de $ 1,543 billones.*
Según la Oficina de Análisis Económico, el producto bruto estatal de California, es de $ 1727 mil millones (datos de 2006, actualizado por última vez el jueves, 7 de junio de 2007).
Según el Analista Legislativo de California, "el producto bruto  de California es de casi $ 1,5 billones ..." ( "Producto interno bruto en el año 2003", publicado en 2004).
2006 PBI per cápita: 15

## California como una nación independiente

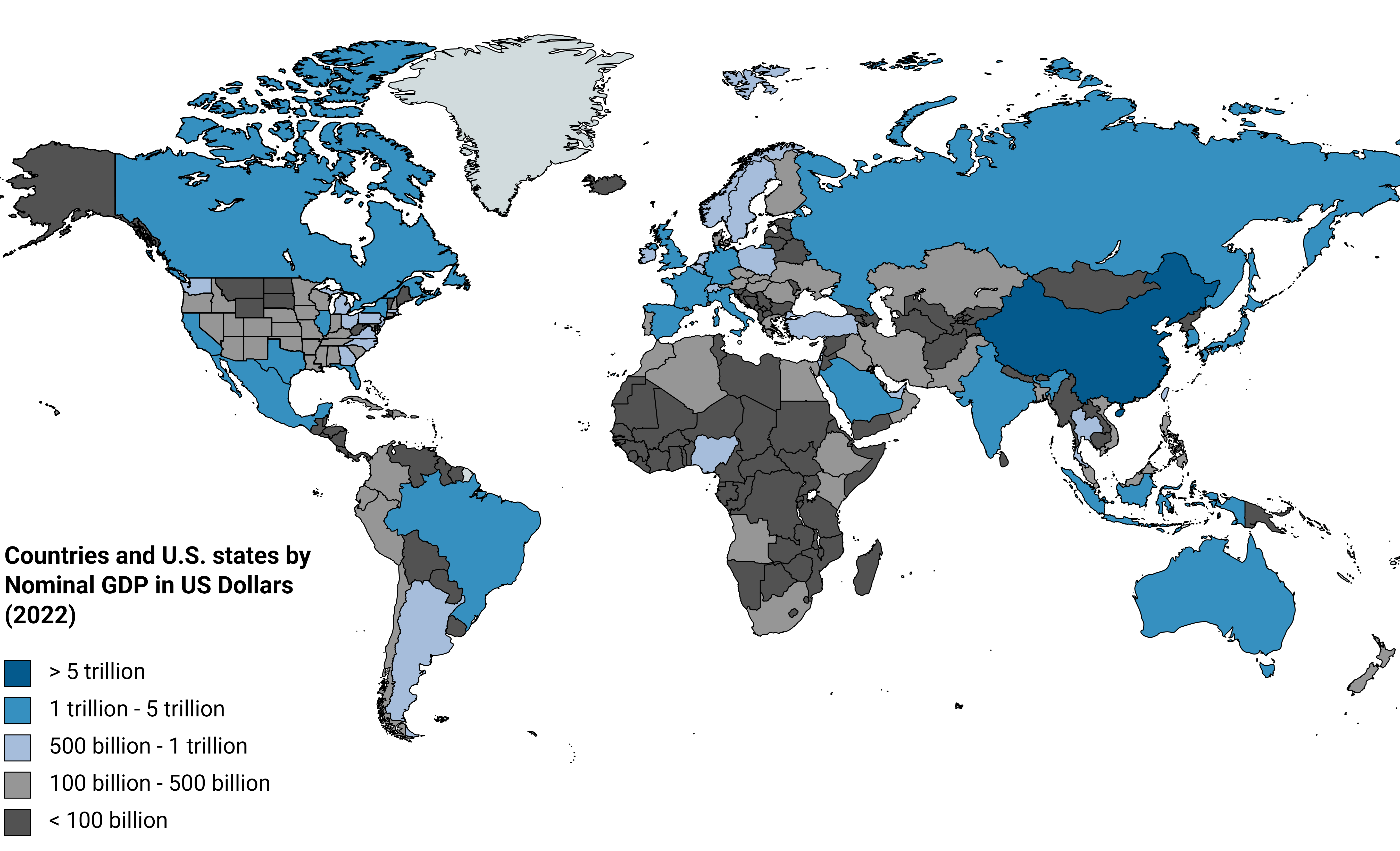
California en comparación con otros países PIB en el mismo rango que España, Italia y China (que corresponde con el Departamento de Hacienda las cifras).

Véase también Comparación entre estados de EE.UU. y países por PIB (PPA)
La economía de California es a menudo citada como sería si se comparara con otros países si California fuese una nación independiente. Las estadísticas citadas varían notablemente (usualmente colocando a California entre el 7.º y 10.º lugar) «Rank Order - GDP». CIA - The World Factbook. Archivado desde el original el 12 de febrero de 2011. Consultado el 1 de agosto de 2006., dependiendo de la fuente, pero también dependiendo del año. Las estimaciones más recientes ponen a California en el puesto número diez (provisto por CIA's Factbook).
Las dos principales factores son:
1. determinar el producto estatal bruto de California
2. determinar el producto interno bruto (PIB) para otros países

### Rankings de diferentes fuentes
| Según el The World Factbook publicado por la CIA, si California fuese una nación independiente, sería la sería la décima economía más grande en el mundo en 2007.                                                                     | | Según el Analista Legislativo de la Oficina de California, si California fuese una nación independiente, sería la sería la octava economía más grande en el mundo.                                                                                                  |  | Según el Departamento de Hacienda de California, si California fuese una nación independiente, sería la séptima economía más grande en el mundo. |
| Los rankings son: 1. la economía combinada de Estados Unidos 2. China 3. Japón 4. India 5. Alemania 6. Reino Unido 7. Rusia 8. Francia 9. Brasil 10. Italia 11. España 12. México 13. Canadá 14. Corea del Sur (estimaciones de 2007) | Los rankings son: 1. la economía combinada de Estados Unidos 2. Japón 3. Alemania 4. China 5. Reino Unido 6. Francia 7. Italia 8. España 9. Canadá (estimaciones de 2005) | Los rankings fueron: 1. la economía combinada de Estados Unidos 2. Japón 3. Alemania 4. Reino Unido 5. Francia 6. Italia 7. China (excluyendo a Hong Kong) 8. España 9. Canadá 10. México 11. Corea 12. India 13. Australia 14. Países Bajos (estimaciones de 2003) |  | |

## Renta per cápita personal
La renta per cápita personal en 2006 fue de $38,956, quedando en el 11.vo lugar en el país. La renta per cápita varía considerablemente geográficamente y profesión. El Valle Central tiene el mayor contraste extremo en cuanto a ingresos per cápita ya que muchos trabajadores emigrantes que ganan el salario mínimo. Mientras que las ciudades costeras tienen una de las zonas con el per cápita más alto de los Estados Unidos, especialmente como La Jolla cerca de San Diego, Beverly Hills, en el condado de Los Ángeles, Newport Beach en el condado de Orange en el Sur de California, y en el Norte de California en San Francisco y el condado de Marin. El mercado inmobiliario más grande y caro en los Estados Unidos están localizado en el estado de California, aunque hay un sinnúmero de comunidades donde el promedio de casas cuesta entre US$1–2 millón. Generalmente, el Valle Central en el Norte de California es la zona menos cara, al igual que Inland Empire en el Sur de California, aunque los precios en Inland Empire, siguen cayendo, pero siguen siendo relativamente más caro que en el Valle Central Central, hasta el punto en que algunas comunidades en esta zona el promedio de casas llega a los $1 millón. Los condados agricultores del Valle Central tiene la tasa de pobreza más alta en los Estados Unidos. Los sectores de alta tecnología, específicamente el Silicon Valley, en los condados de Santa Clara y San Mateo, actualmente el área está resurgiendo por la recesión económica en la cual se perdieron más de 250 mil trabajos solamente en el Norte de California.  En el último informe económico de 2005 se indicó que el crecimiento económico en California volvió a crecer aunque un poco debajo de la tasa nacional del 3.9%. El auge internacional en los precios de la vivienda ha sido más pronunciado en California, con el promedio de precio de propiedades llegando al medio millón de dólares en abril de 2005.

## Impuestos fiscales
El total de impuestos fiscales en California es de $ 10,66 por cada $ 100 de la renta per cápita pero está ligeramente por encima de la media de 10,43 dólares de los Estados Unidos.

## Las 25 localidades más ricas de California
Debido a la gran economía californiana, ciertas ciudades de California se encuentran entre las más ricas en el planeta. La siguiente lista está ordenada por renta per cápita:
1. Belvedere (California) – Condado de Marin – $113,595
2. Rancho Santa Fe (California) – Condado de San Diego – $113,132
3. Atherton (California) – Condado de San Mateo – $112,408
4. Rolling Hills (California) – Condado de Los Ángeles – $111,031
5. Woodside (California) – Condado de San Mateo – $104,667
6. Portola Valley (California) – Condado de San Mateo – $99,621
7. Newport Coast (California) – Condado de Orange – $98,770
8. Hillsborough (California) – Condado de San Mateo – $95,419
9. Fairbanks Ranch (California) – Condado de San Diego – $94,150
10. Hidden Hills (California) – Condado de Los Ángeles – $94,096
11. Los Altos Hills (California) – Condado de Santa Clara – $92,840
12. Tiburón (California) – Condado de Marin – $85,966
13. Sausalito (California) – Condado de Marin – $81,040
14. Monte Sereno (California) – Condado de Santa Clara – $76,577
15. Indian Wells (California) – Condado de Riverside $76,187
16. Malibu (California) – Condado de Los Ángeles – $74,336
17. Del Monte Forest (California) – Condado de Monterey – $70,609
18. Piedmont (California) – Condado de Alameda – $70,539
19. Montecito (California) – Condado de Santa Bárbara – $70,077
20. Palos Verdes Estates (California) – Condado de Los Ángeles County – $69,040
21. Emerald Lake Hills (California) – Condado de San Mateo – $68,966
22. Loyola (California) – Condado de Santa Clara – $68,730
23. Blackhawk-Camino Tassajara (California) – Condado de Contra Costa – $66,972
24. Los Altos (California) – Condado de Santa Clara – $66,776

Véase la lista completa de las localidades de California por ingresos per cápita

## Las 30 localidades más pobres de California
También, debido a la considerable riqueza y el aumento de las disparidades en California, muchas comunidades se encuentran entre los más pobres en el mundo occidental. La siguiente lista está clasificada por orden del ingreso per cápita:
1076 Tobin (California) – Condado de Plumas – $2,584

1075 Belden (California) – Condado de Plumas – $3,141

1074 East Orosi (California) – Condado de Tulare – $4,984

1073 London (California) – Condado de Tulare – $5,632

1072 Cantua Creek (California) – Condado de Fresno – $5,693

1071 Indian Falls (California) – Condado de Plumas – $5,936

1070 Westley (California) – Condado de Stanislaus – $6,137

1069 Cutler (California) – Condado de Tulare – $6,254

1068 Mecca (California) – Condado de Riverside – $6,389

1067 Richgrove (California) – Condado de Tulare – $6,415

1066 San Joaquin (California) – Condado de Fresno – $6,607

1065 Woodville (California) – Condado de Tulare – $6,824

1064 Kennedy (California) – Condado de San Joaquín $6,876

1063 Mettler (California) – Condado de Kern – $6,919

1062 Mendota (California) – Condado de Fresno – $6,967

1061 Terra Bella (California) – Condado de Tulare – $7,034

1060 Parlier (California) – Condado de Fresno -$7,078

1059 Orange Cove (California) – Condado de Fresno – $7,126

1058 Parksdale (California) – Condado de Madera – $7,129

1057 Earlimart (California) – Condado de Tulare – $7,169

1056 South Dos Palos (California) – Condado de Merced – $7,170

1055 Winterhaven (California) – Condado de Imperial – $7,220

1054 Shackelford (California) – Condado de Stanislaus – $7,250

1053 Palo Verde (California) – Condado de Imperial – $7,275

1052 Biola (California) – Condado de Fresno – $7,375

1051 Kettleman City (California) Condado de Kings – $7,389

1050 Arvin (California) – Condado de Kern – $7,408

1049 Coachella (California) – Condado de Riverside – $7,416

1048 Bret Harte (California) – Condado de Stanislaus – $7,481

1047 Traver (California) – Condado de Tulare – $7,642